# Boismont (Somme)
Boismont és un municipi francès situat al departament del Somme i a la regió dels Alts de França. L'any 2007 tenia 464 habitants.

## Demografia

### Població

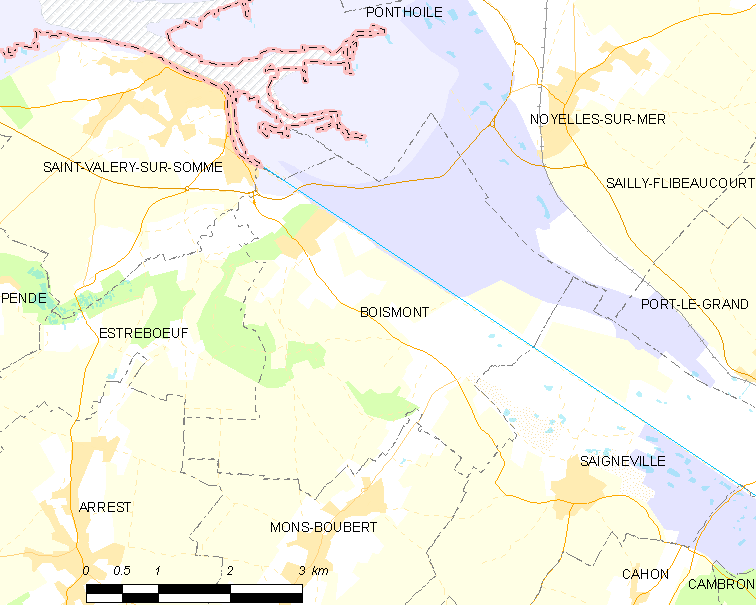

El 2007 la població de fet de Boismont era de 464 persones. Hi havia 202 famílies de les quals 60 eren unipersonals (28 homes vivint sols i 32 dones vivint soles), 61 parelles sense fills, 65 parelles amb fills i 16 famílies monoparentals amb fills.
La població ha evolucionat segons el següent gràfic:
Habitants censats

### Habitatges
El 2007 hi havia 271 habitatges, 202 eren l'habitatge principal de la família, 55 eren segones residències i 15 estaven desocupats. 260 eren cases i 9 eren apartaments. Dels 202 habitatges principals, 155 estaven ocupats pels seus propietaris, 40 estaven llogats i ocupats pels llogaters i 6 estaven cedits a títol gratuït; 3 tenien una cambra, 14 en tenien dues, 38 en tenien tres, 62 en tenien quatre i 85 en tenien cinc o més. 151 habitatges disposaven pel capbaix d'una plaça de pàrquing. A 95 habitatges hi havia un automòbil i a 78 n'hi havia dos o més.

### Piràmide de població

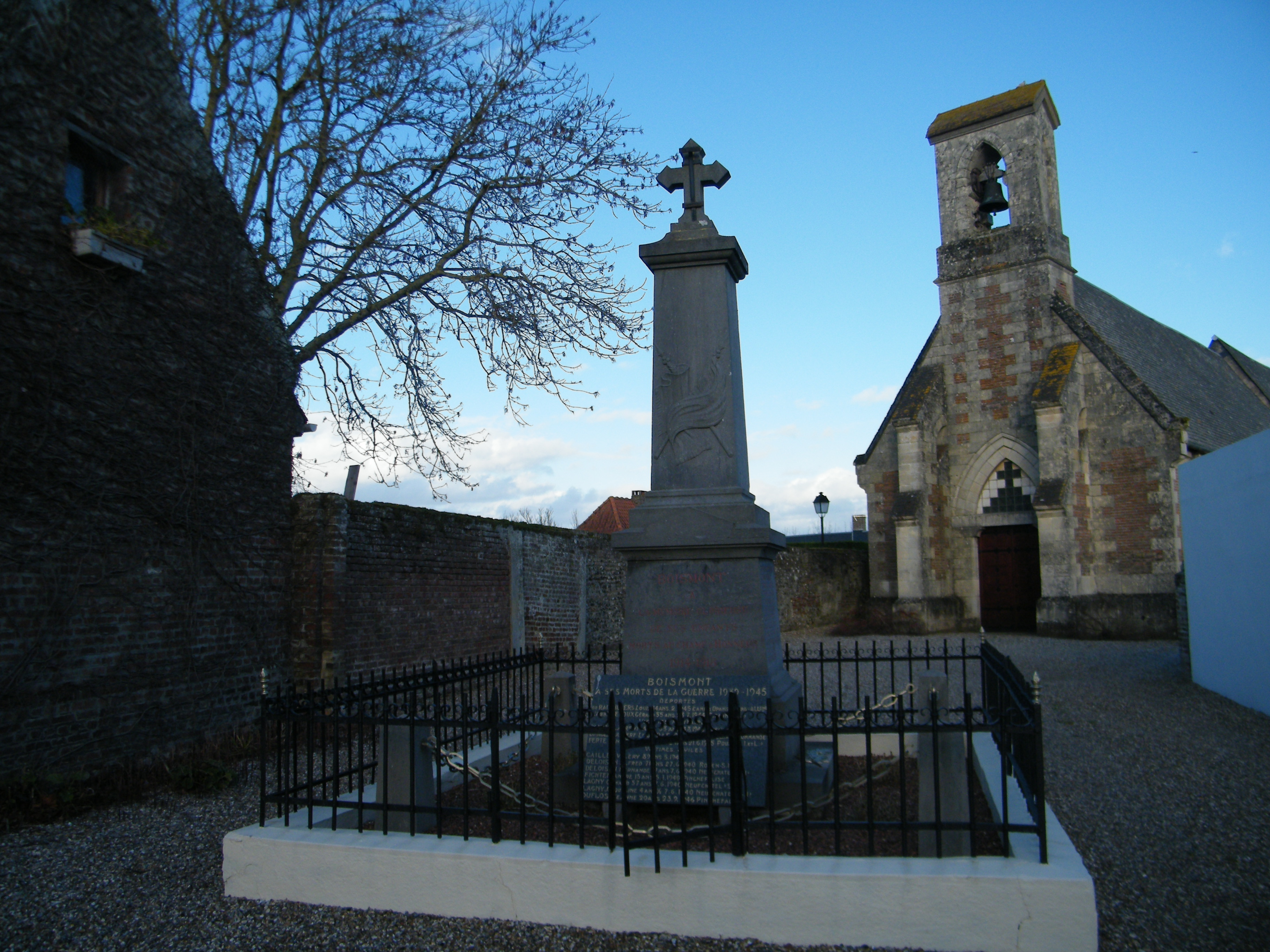

La piràmide de població per edats i sexe el 2009 era:
| Homes | Edats   | Dones |
| ----- | ------- | ----- |
| 0     | 95 o +  | 0     |
| 0     | 90 a 94 | 0     |
| 8     | 85 a 89 | 0     |
| 0     | 80 a 84 | 4     |
| 12    | 75 a 79 | 16    |
| 12    | 70 a 74 | 8     |
| 8     | 65 a 69 | 8     |
| 16    | 60 a 64 | 12    |
| 20    | 55 a 59 | 20    |
| 20    | 50 a 54 | 20    |
| 20    | 45 a 49 | 28    |
| 16    | 40 a 44 | 12    |
| 16    | 35 a 39 | 12    |
| 16    | 30 a 34 | 8     |
| 20    | 25 a 29 | 12    |
| 12    | 20 a 24 | 8     |
| 20    | 15 a 19 | 0     |
| 16    | 10 a 14 | 16    |
| 20    | 5 a 9   | 4     |
| 28    | 0 a 4   | 20    |

## Economia

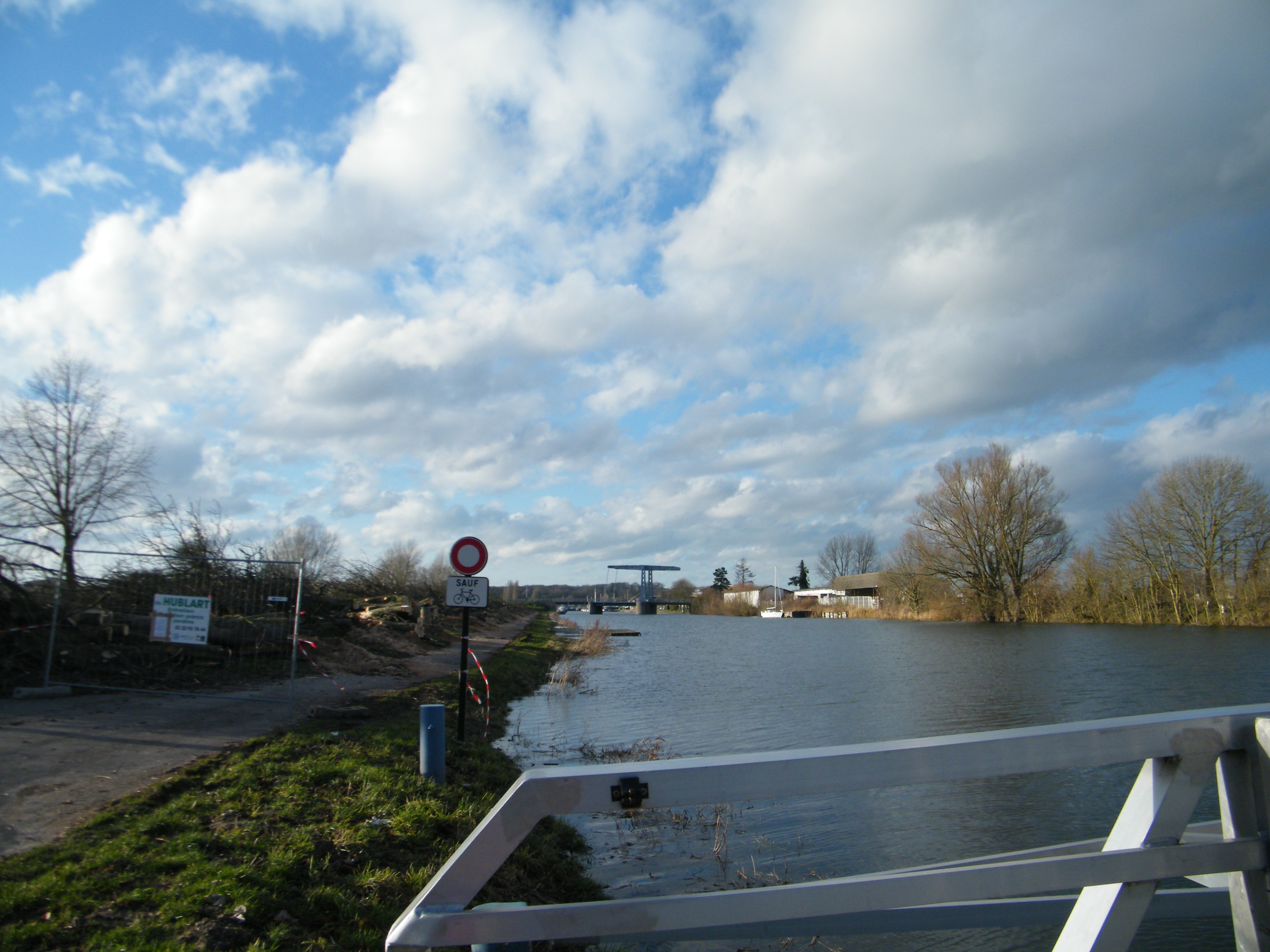

El 2007 la població en edat de treballar era de 297 persones, 187 eren actives i 110 eren inactives. De les 187 persones actives 171 estaven ocupades (94 homes i 77 dones) i 16 estaven aturades (7 homes i 9 dones). De les 110 persones inactives 43 estaven jubilades, 22 estaven estudiant i 45 estaven classificades com a «altres inactius».

### Ingressos
El 2009 a Boismont hi havia 202 unitats fiscals que integraven 458 persones, la mediana anual d'ingressos fiscals per persona era de 16.561 €.

### Activitats econòmiques
Dels 12 establiments que hi havia el 2007, 2 eren d'empreses de fabricació d'altres productes industrials, 2 d'empreses de construcció, 4 d'empreses de comerç i reparació d'automòbils, 2 d'empreses d'hostatgeria i restauració, 1 d'una empresa immobiliària i 1 d'una empresa de serveis.
Dels 5 establiments de servei als particulars que hi havia el 2009, 2 eren tallers de reparació d'automòbils i de material agrícola, 1 taller d'inspecció tècnica de vehicles, 1 fusteria i 1 restaurant.
Dels 2 establiments comercials que hi havia el 2009, 1 era un hipermercat i 1 una botiga de mobles.
L'any 2000 a Boismont hi havia 17 explotacions agrícoles que ocupaven un total de 920 hectàrees.

## Equipaments sanitaris i escolars

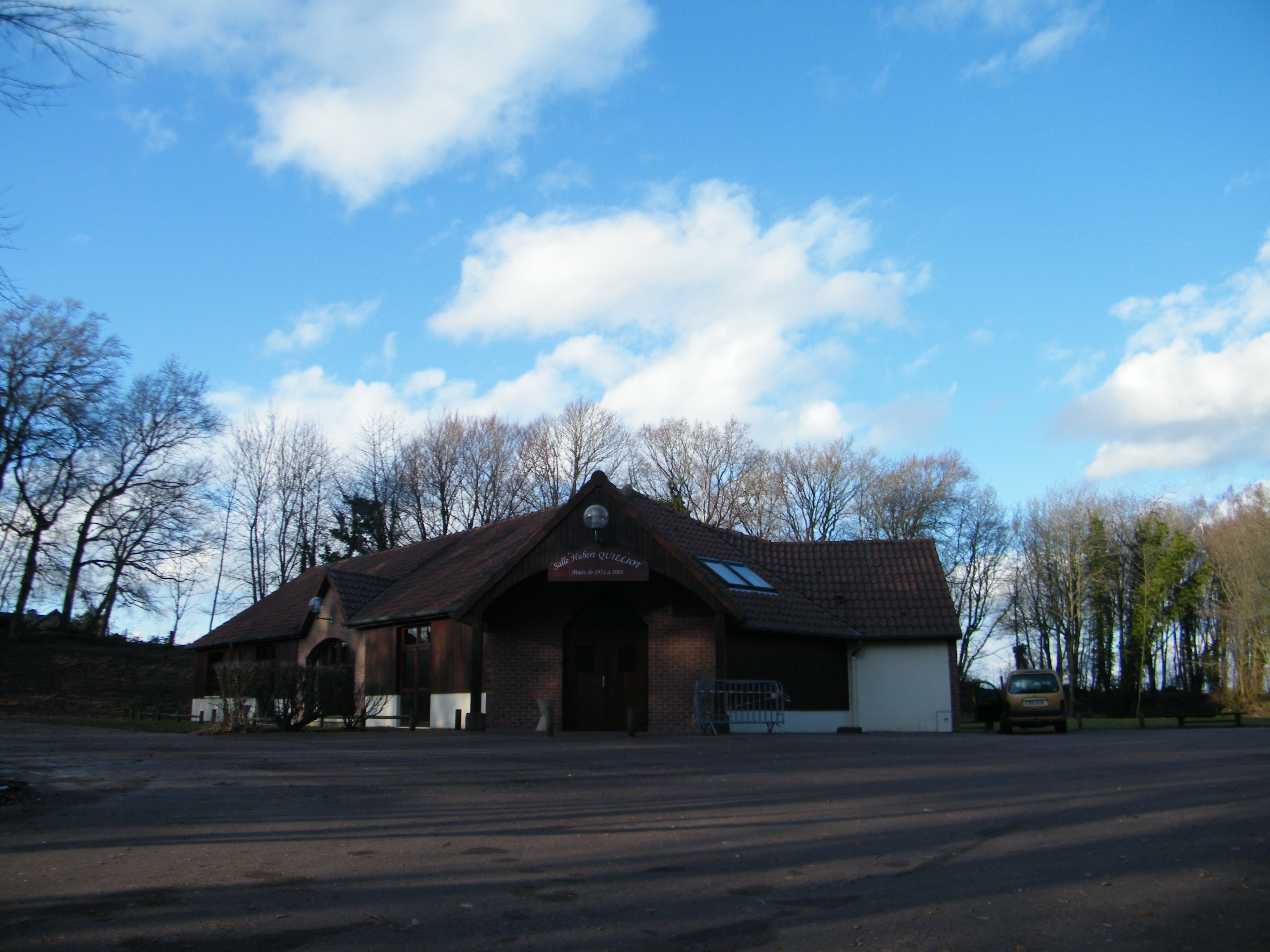
sala de festes

El 2009 hi havia una escola elemental integrada dins d'un grup escolar amb les comunes properes formant una escola dispersa.

## Poblacions més properes
El següent diagrama mostra les poblacions més properes.